# Federal Council for Aboriginal Advancement
Vom 14. bis zum 16. Februar 1958 fand eine Konferenz verschiedener Organisationen der Aborigines in Adelaide statt, die zur Gründung des Federal Council for Aboriginal Advancement (FCAA) bzw. Federal Council for the Advancement of Aborigines and Torres Strait Islanders (FCAATSI) führte.

## Teilnehmende Organisationen
Teilnehmende Organisationen der Konferenz waren die Aborigines Advancement League aus New South Wales, Victoria und South Australia, Native Welfare Council und Native Welfare Association aus New South Wales, Council for Aboriginal Rights aus Victoria, Aboriginal Australian Fellowship aus New South Wales, Association for Assimilation Aborigines aus New South Wales, United Council for Aboriginal Welfare aus Queensland.

## Politische Ziele
Im Mittelpunkt der Diskussion und Forderungen stand die Anerkennung der vollen Staatsbürgerschaft der Aborigines. Weitere Forderungen waren: Forderung nach einem sog. Constitutional Change, der die australischen Regierungen ermächtigte Gesetze für die Aborigines zu erlassen; gleiche Bezahlung für gleiche Arbeit; gleiche Gesundheitsversorgung und Verpflegung, Bekleidung und Medikamente; Gleichberechtigung der Aborigines-Kinder mit anderen Kindern; Beendigung der Assimilierungspolitik durch die australischen Regierungen.
FCAATSI bildete eine politische Plattform der Organisationen der Aborigines und diente vor allem der Durchsetzung und Vorbereitung des Referendums von 1967 zur Anerkennung der vollen Staatsbürgerschaft der Aborigines. Die FCAATSI spaltete sich 1970 auf, als sich das National Tribunal Council formte und es wechselte seinen Namen im März 1978 in die National Aboriginal and Islander Liberation Movement, die sich allerdings nicht politisch formierte.